# Anterastes davrazensis
Anterastes davrazensis is een rechtvleugelig insect uit de familie sabelsprinkhanen (Tettigoniidae). De wetenschappelijke naam van deze soort is voor het eerst geldig gepubliceerd in 2012 door Kaya, Chobanov & Çiplak.